# Disperis monophylla
Disperis monophylla là một loài thực vật có hoa trong họ Lan. Loài này được Blatt. ex C.E.C.Fisch. mô tả khoa học đầu tiên năm 1928.